# Fontvieille (Bouches-du-Rhône)
Fontvieille (auch: Fontvieillo und Font-Vièio) ist eine französische Gemeinde mit 3555 Einwohnern (Stand 1. Januar 2022) im  Département Bouches-du-Rhône in der Region Provence-Alpes-Côte d’Azur. Sie ist 1790 durch Ausgliederung aus der Nachbargemeinde Arles entstanden.

## Geographie
Die Gemeinde liegt links der Rhône am Rande der Bergkette der Alpilles, acht Kilometer von der südwestlich gelegenen Arrondissement-Hauptstadt Arles entfernt. Sie ist Teil des Regionalen Naturparks Alpilles.

## Geschichte
Im Ort liegen der Dolmen de Coutignargues, der Dolmen de la Mérindole und der Dolmen du Mas d'Agard.
Der Name des Ortes geht zurück auf eine Wasserquelle im Südwesten des Ortes (provenzalisch „font“ (f) „Quelle“ geht auf lateinisch fons, fontis (m) „Quelle“ zurück. Vieille „alt“ ist die weibliche Form zu vieil). Ein Ableger des Klosters Montmajour hat die Quelle beschützt.
Südlich des Ortes steht auf einer kleinen Anhöhe die berühmte Turmwindmühle „Moulin d'Alphonse Daudet“ (eigentlich Moulin Ribet oder Moulin Saint Pierre), in der, der Legende nach, der Schriftsteller eine Zeit lang wohnte. Im Untergeschoss („sous-sol“) der Mühle, ist in einem Saal ein kleines Museum eingerichtet, das über  Alphonse  Daudet unterrichtet. Daudet hat die Mühle weder gekauft noch in ihr gewohnt. Die Angaben in seinen Lettres de mon moulin (franz. Briefe aus meiner Mühle) sind frei erfunden. Die Mühle wurde 1814 errichtet und war bis  1915 in Betrieb. Drei weitere Turmwindmühlen stehen als Ruinen in der Umgebung. Welche der vier Mühlen die eigentliche Daudet-Mühle ist, ist nicht belegt.  Die Gemeinde ist bekannt für ihre Olivenölproduktion.

### Bevölkerungsentwicklung
| Jahr      | 1962 | 1968 | 1975 | 1982 | 1990 | 1999 | 2009 | 2017 |
| Einwohner | 2388 | 2440 | 2935 | 3374 | 3642 | 3431 | 3594 | 3591 |

## Politik

### Wappen
Blasonierung: Auf goldenem Schild ein schwarzer, nach rechts springender Windhund.

### Gemeindepartnerschaften
Fontvieille pflegt Partnerschaften mit Santa Maria a Monte (seit 1991) in Italien und mit dem südspanischen Beas de Segura.

## Sehenswürdigkeiten

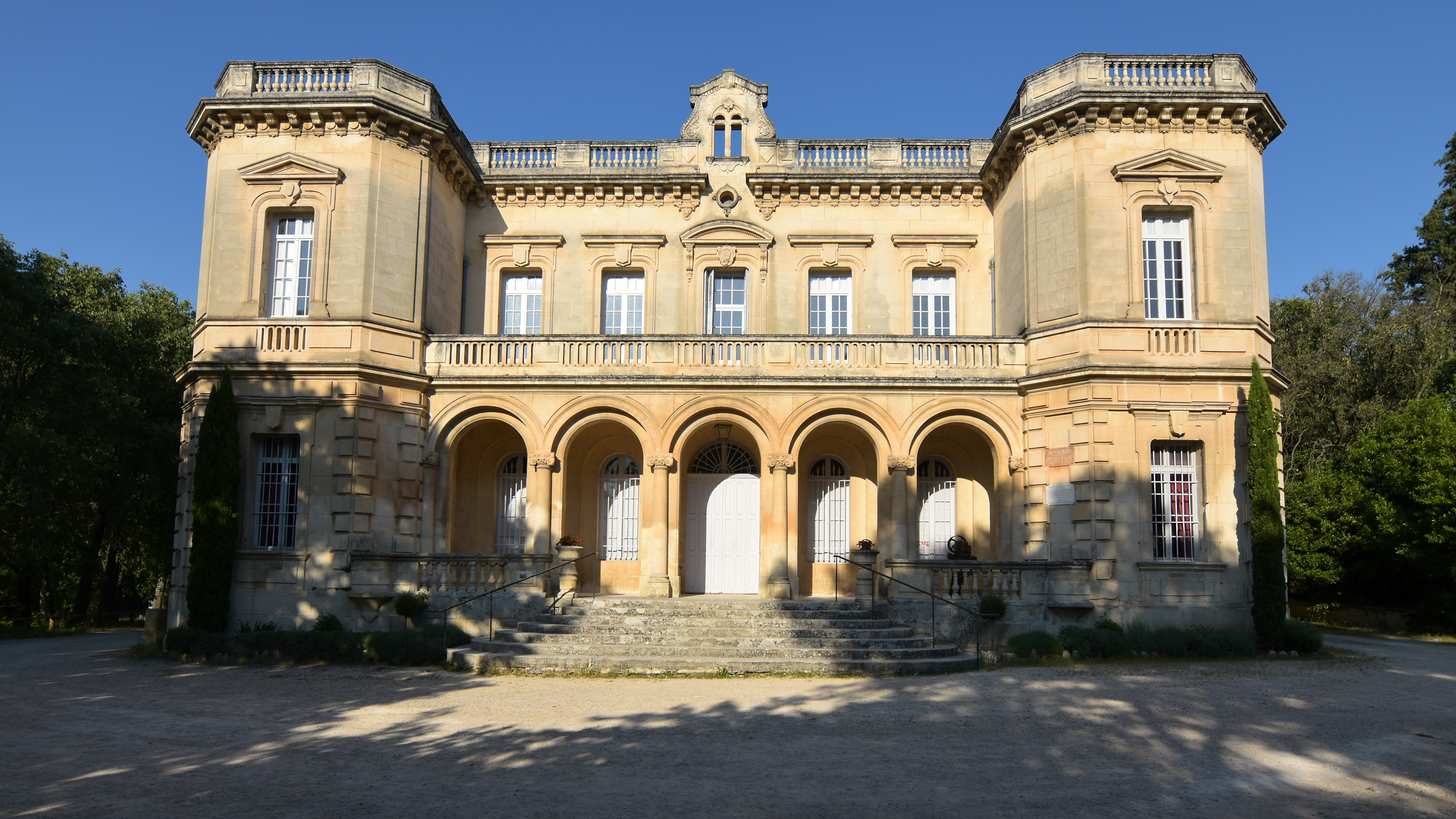
Schloss Montauban
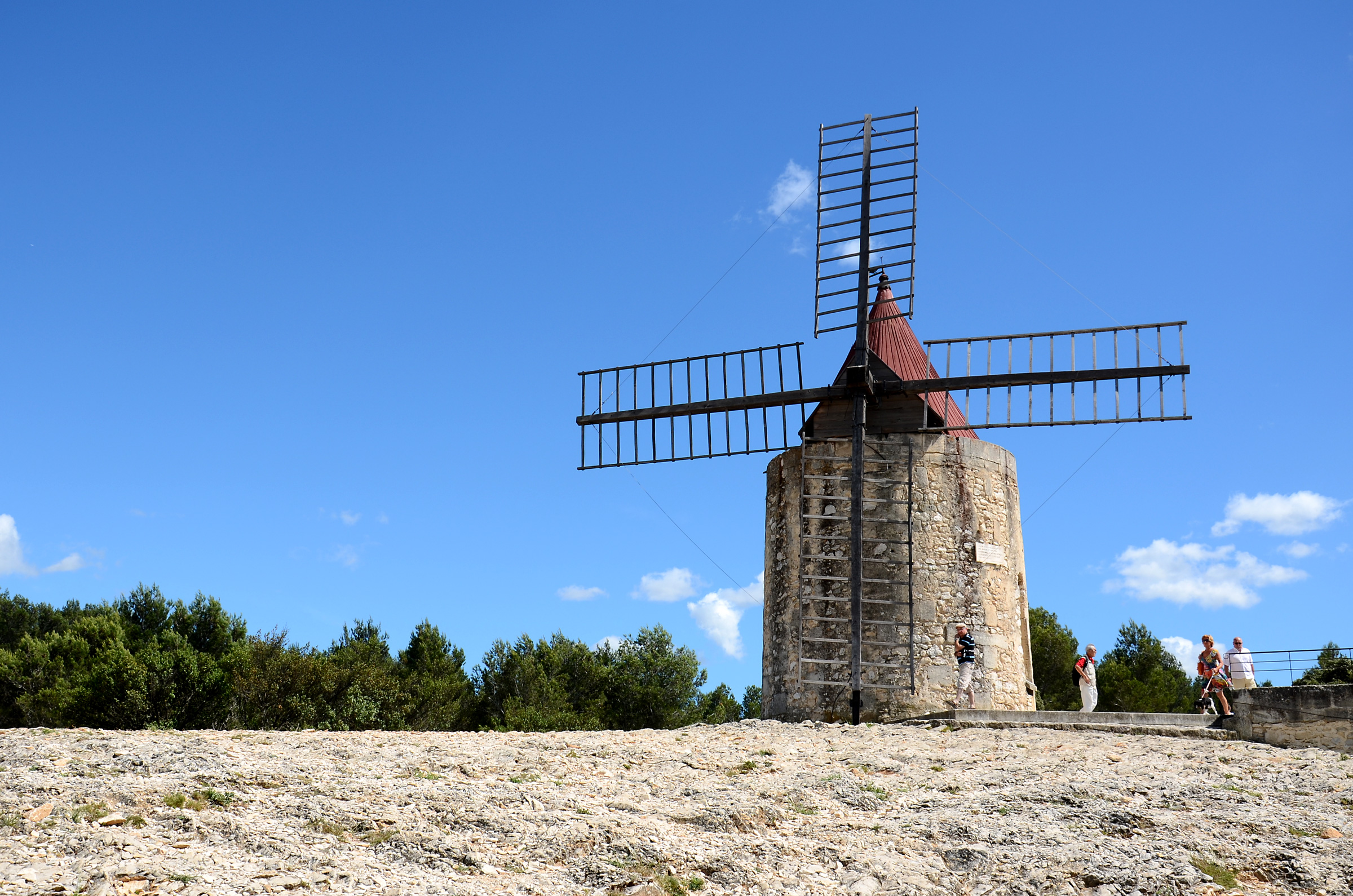
Moulin d'Alphonse Daudet; Daudet hat die Mühle jedoch nicht besessen und auch nicht in ihr gewohnt.
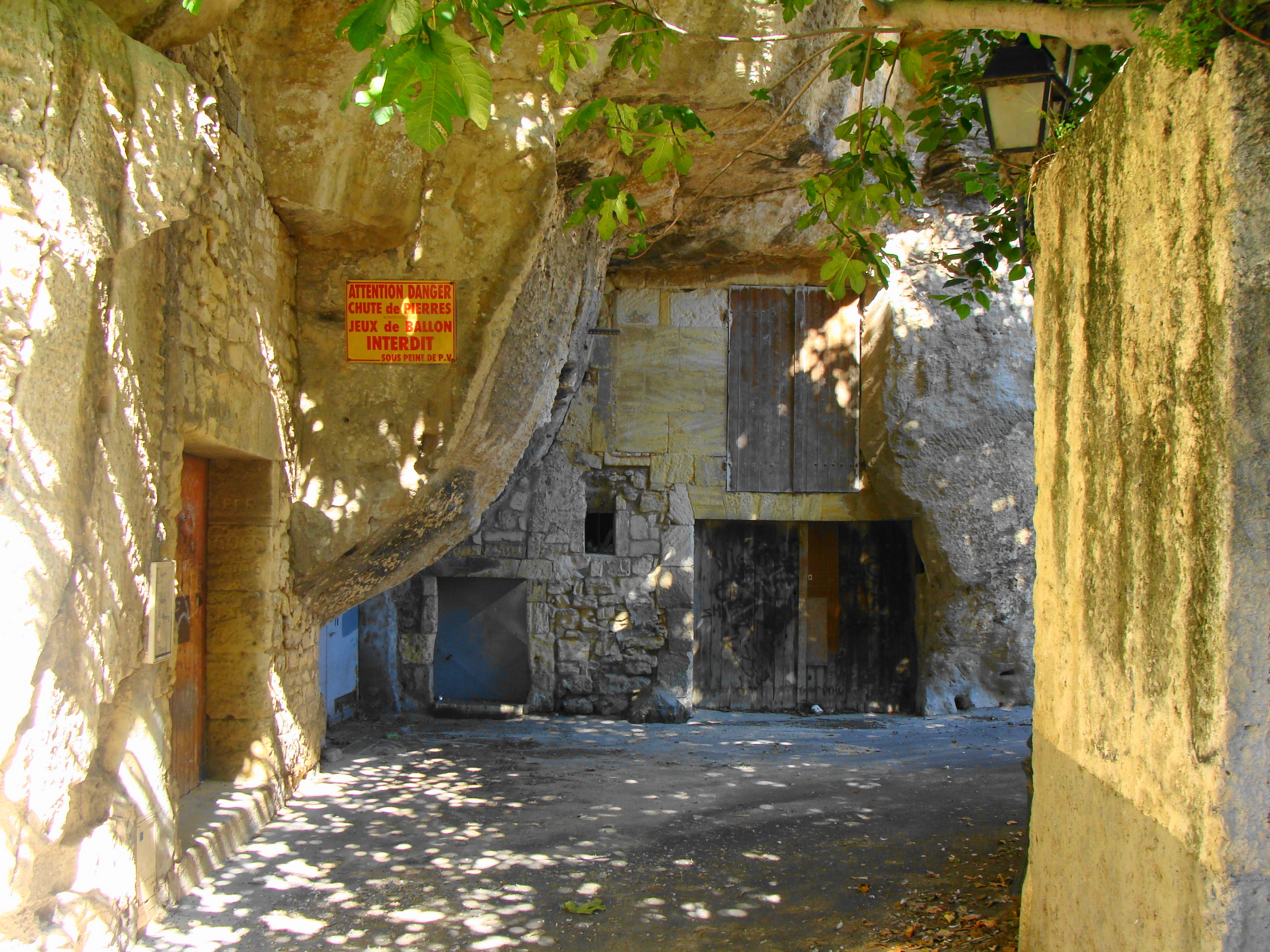
Ortszentrum
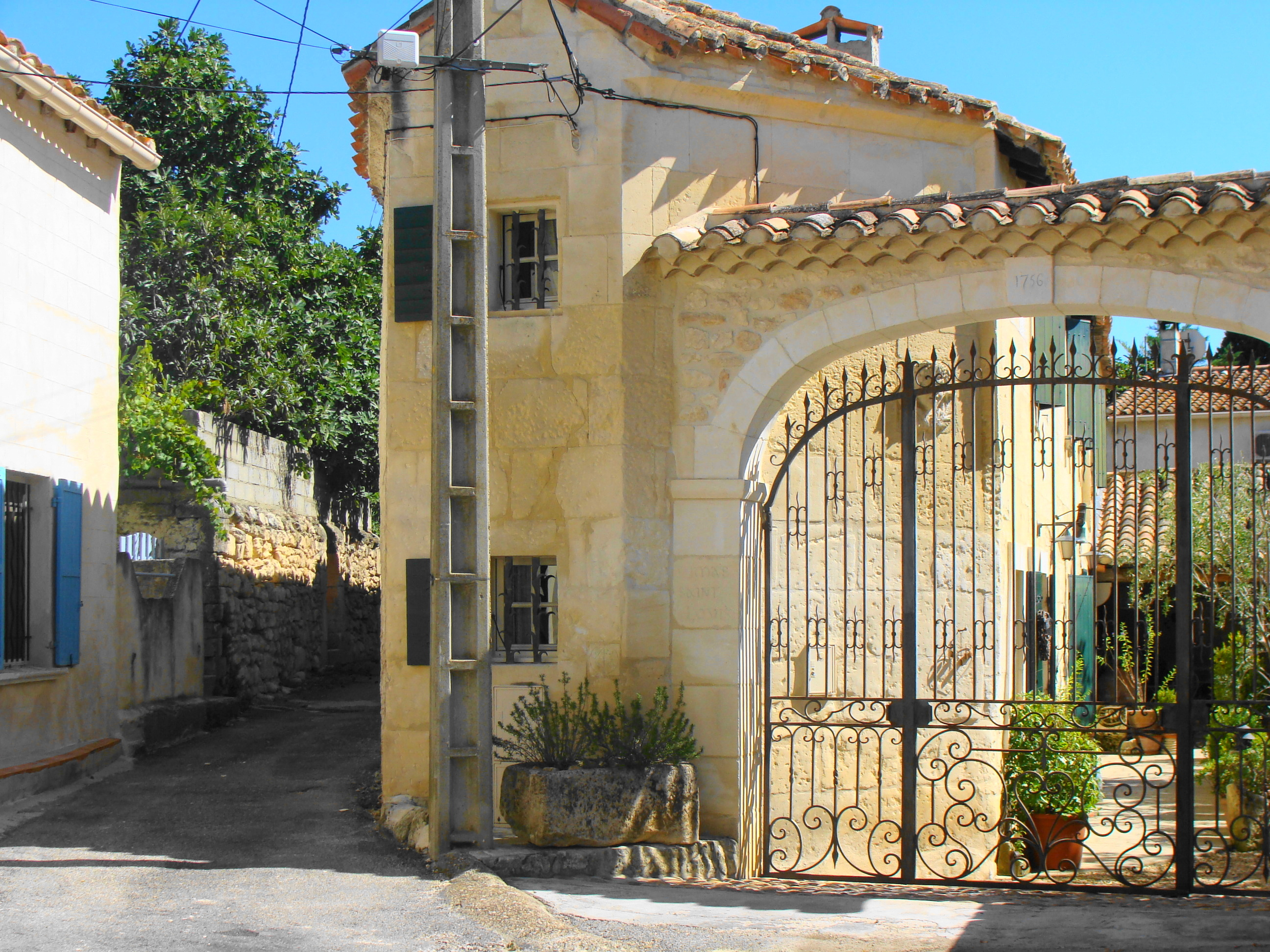
Kapelle Saint-Pierre d'Entremonts

- Schloss Montauban
- Moulin d'Alphonse Daudet
- Ortszentrum
- Kapelle Saint-Pierre d'Entremonts

## Persönlichkeiten
- Louis Gros (1873–1963), Politiker und Résistant